# Otto Kalischer

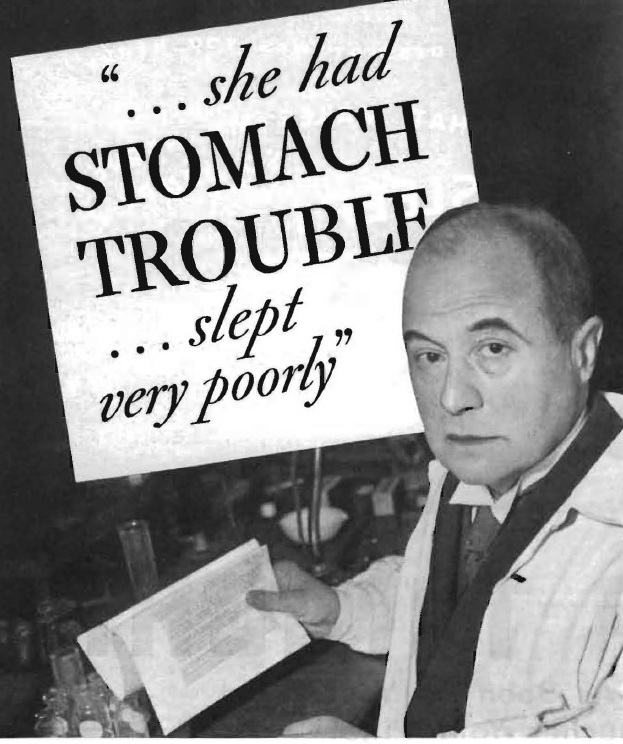
Otto Kalischer (1933)

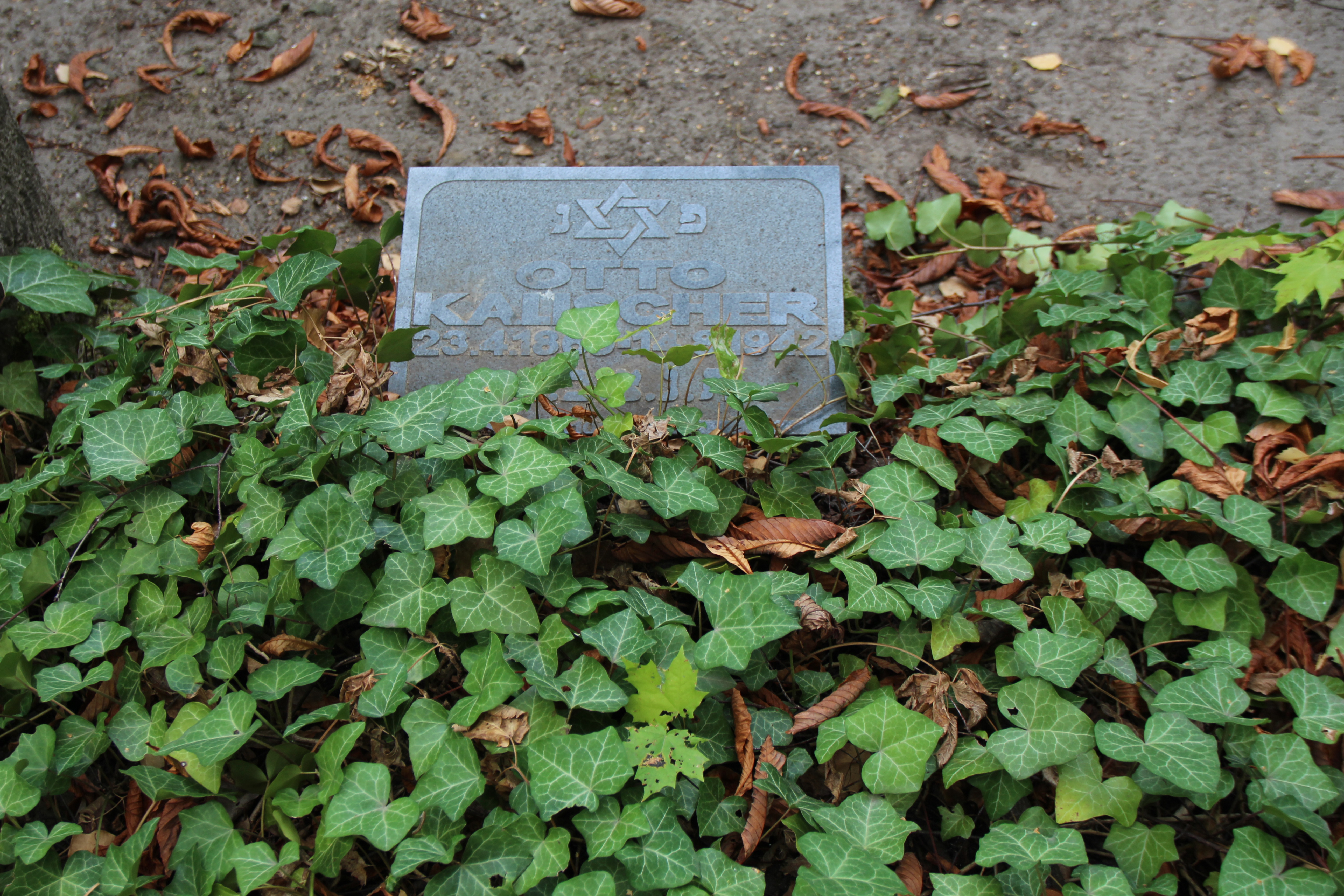
Grab von Dr. Otto Kalischer auf dem Jüdischen Friedhof Berlin-Weißensee

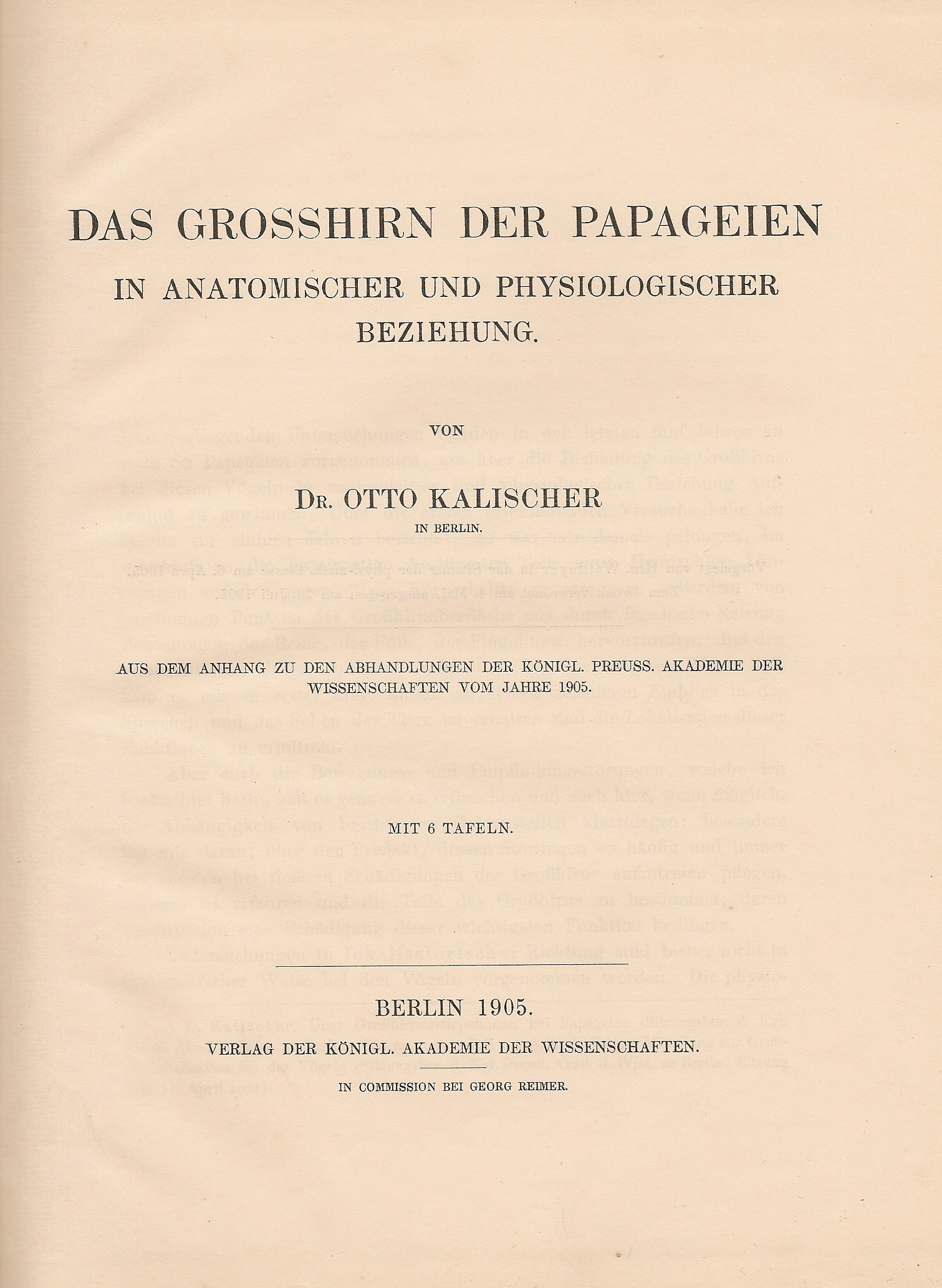
Das Grosshirn der Papageien in anatomischer und physiologischer Beziehung (1905)

Otto Kalischer (* 23. April 1869 in Berlin; † 14. August 1942 ebenda) war ein deutscher Neurologe und Anatom.
Kalischer wurde 1869 als Sohn des Arztes Adolf Kalischer (1833–1893) und dessen Frau Clara, geb. Franck, (* 1833, † nach 1921) in Berlin geboren. Er hatte zwei Geschwister, Georg und Else, später verheiratete Beer. Sein Cousin Siegfried Kalischer, war ebenfalls Nervenarzt.
Otto Kalischer erlangte 1886 die Hochschulreife am Berliner Gymnasium zum Grauen Kloster und studierte danach in Berlin, Göttingen und Freiburg Medizin. An der Albert-Ludwigs-Universität Freiburg legte er im Wintersemester 1890/91 sein Staatsexamen ab und wurde dort Ende des Jahres 1891 mit seiner Arbeit „Über die Nierenveränderungen des Scharlach“ promoviert. Diese Dissertation reichte er als Assistenzarzt am Landkrankenhaus zu Hanau ein, wo er seit Mai 1891 und auch nach seiner Promotion tätig war. Seit 1895 arbeitete Kalischer im Anatomischen Institut Heinrich Wilhelm Waldeyers an der Friedrich-Wilhelms-Universität Berlin und war Mitglied der Berliner medicinischen Gesellschaft. (seit 1893).
Kalischer führte experimentelle Studien mit Hunden, Affen und Papageien durch. Im Jahr 1900 erschien seine Monografie über Urogenitalmuskulatur, die häufig zitiert wurde.

## Werke
- Über die Nierenveränderungen des Scharlach. Inaugural-Dissertation. Albert-Ludwigs-Univ., Freiburg i. B. Freiburg/Baden, Epstein 1891.
- Über die Nerven der Harnblase, des Uterus und der Vagina. In: Sitzungsberichte der Königlich Preussischen Akademie der Wissenschaften zu Berlin. 37/38, 1894, S. 947–950.
- Ueber die Nerven der Nasenpolypen. In: Archiv für Laryngologie und Rhinologie. 2, 2, 1894, S. 269.
- Über den normalen und pathologischen Zehen-Reflex. In: Virchows Archiv für pathologische Anatomie und Physiologie. 155, Nr. 3, 1899, S. 486–506. doi:10.1007/BF02005156
- Die Sphinkteren der Harnblase. Comptes-rendus du XII Congrès international de médecine vol. II Kouchnérev, 1899, S. 96–101.
- Zur Biologie der peptonisirenden Milchbakterien. In: Archiv für Hygiene. 37, 1, 1900, S. 32.
- Die Urogenitalmuskulatur des Dammes mit besonderer Berücksichtigung des Harnblasenverschlusses. S. Karger, Berlin 1900.
- Weitere Mittheilungen zur Großhirnextirpation bei Papageien. In: Fortschritte der Medizin. 18 (33), 1900, S. 641–644.
- Über Großhirnextirpationen bei Papageien. In: Sitzungsberichte der königlich preußischen Akademie der Wissenschaften zu Berlin. 34, 5. Juli 1900, S. 722–726.
- Weitere Mittheilung zur Grosshirnlocalisation bei den Vögeln. In: Sitzungsberichte der königlich preußischen Akademie der Wissenschaften zu Berlin. 19, 1901, S. 428–439.
- Das Grosshirn der Papageien in anatomischer und physiologischer Beziehung. Preußische Akademie der Wissenschaften, Berlin 1905.
- Zur Funktion des Schläfenlappens des Grosshirns. Eine neue Hörprüfungsmethode bei Hunden; zugleich ein Beitrag zur Dressur als physiologischer Untersuchungsmethode. In: Sitzungsberichte der Königlich Preussischen Akademie der Wissenschaften zu Berlin. 10, 1907, S. 204–216.
- Einige Bemerkungen über meine Dressurmethode. In: Zentralblatt für Physiologie. 21, 18, 1907, S. 585–586.
- O. Kalischer, M. Lewandowsky: Über die Anwendung der Dressurmethode zur Bestimmung der Leitung im Rückenmark. In: Zentralblatt für Physiologie. 21, 1907, S. 667–688.
- Eine neue Hörprüfungsmethode bei Hunden. In: Neurologisches Zentralblatt. 7, 1907.
- Über den Sitz der Tondressur bei Hunden. Zentralblatt für Physiologie. 22, 1908, S. 495–496.
- Weitere Mitteilungen über die Ergebnisse der Dressur als physiologische Untersuchungsmethode auf dem Gebiete des Gehör-, Geschmack- und Farbessinns. In: Virchows Archiv für pathologische Anatomie und Physiologie. Nr. 4–6, 1909, S. 303–322.
- Über die Bedeutung des Stirnteils des Grosshirns für die Fresstondressur. In: Zentralblatt für Physiologie. 24, 1910, S. 716–718.
- Experimentelle Physiologie des Großhirns. In: Max Lewandowsky (Hrsg.): Handbuch der Neurologie. Band 1, Berlin 1911, S. 365–416.
- Über die Bedeutung der Dressurmethode für die Erforschung des Nervensystems. In: Journal of Neurology. 45, No. 4–6, Juli 1912, S. 349–351. doi:10.1007/BF01629369
- Über die Tondressur der Affen. In: Zentralblatt für Physiologie. 26, 1912, S. 255–265.
- Demonstration eines Praparates (Aneurysma dissecans der Aorta mit Paraplegie). In: Berliner Klinische Wochenschrift. 51, 1914, S. 1286–1288.
- Dem Andenken an Ernst Weber. In: Klinische Wochenschrift. 4, Nr. 10, März 1925, S. 479 doi:10.1007/BF01850942
- Dem Andenken an Richard Cassirer. In: Medizinische Klinik. 48, 1925, S. 1632.